# Давид Бугарски
Давид Кометопул (умро 976. године) је био бугарски племић и један од вођа устанка Кометопула против византијске власти.

## Биографија
Давид је био син бугарског комеса Николе који је 976. године (могуће и 969.) подигао устанак у Македонији против византијске власти. Мајка му се звала Рипсина. Давид је од све четворице Николиних синова био најстарији. Његова браћа били су Мојсије, Арон и Самуило. Давидово име спомиње се, уз Николино и Рипсинино, на натпису кога је цар Самуило подигао у цркви села Герман на Преспанском језеру (6501. година индикта 6, тј. време између 1. септембра 992. и 31. августа 993. године). Јерменски византолог Никола Адонц је сматрао да су имена Кометопула Мојсија и Арона старозаветна, што није случај са Давидовим и Самуиловим именом јер су она одавно била примењивана међу јерменским феудалцима.
О Давидовом животном путу није много познато. Поуздани су једино подаци о његовим родитељима, као и година његове смрти. Допуна Михаила Деволског сведочи да се то догодило одмах после подизања устанка, дакле 976. године. Убили су га македонски Власи. Што се тиче места погибије, нема сумње да се то догодило код Лепих Храстова, локалитета између Преспе и Костура, о чему пишу Јован Скилица и Михаило Деволски.